# Robert Merle
Robert Merle (Tébessa, 28 de agosto de 1908 - Grosrouvre, 27 de março de 2004) foi um escritor francês.

### Fortune de Franceseries (1977-2003)
1. Fortune de France (1977)
2. En nos vertes années (1979)
3. Paris ma bonne ville (1980)
4. Le Prince que voilà (1982)
5. La violente amour (1983)
6. La Pique du jour (1985)
7. La Volte des vertugadins (1991)
8. L’Enfant-Roi (1993)
9. Les Roses de la vie (1995)
10. Le Lys et la Pourpre (1997)
11. La Gloire et les Périls (1999)
12. Complots et Cabales (2001)
13. Le Glaive et les amours (2003) (em inglês: Love and the Sword)

## Homenagens e premiações
- 1949 : Prix Goncourt por Week-end à Zuydcoote.
- 1962 : Prix de la Fraternité por L'Île.
- 1974 : John W. Campbell Memorial Award por Malevil.
- 2003 : Grand Prix Jean Giono pelo conjunto da obra.